# Luigi Taparelli d’Azeglio

Luigi Taparelli d’Azeglio

Luigi Taparelli d’Azeglio (* 24. November 1793 in Turin; † 21. September 1862 in Rom) war ein italienischer Theologe.

## Biografie
Der ältere Bruder von Massimo d’Azeglio entstammte als Marchese einer adligen Familie und trat 1814 in den Jesuitenorden ein. Er wurde zunächst als Rektor des Collegium Romanum tätig. Hier wurde er zum Lehrer des späteren Papstes Leo XIII., der mit den Enzykliken Aeterni Patris und Rerum Novarum Teile der Neuscholastik und der Sozialscholastik zur offiziellen Lehrmeinung erhob. D’Azeglios Versuch der Wiederbelebung der Scholastik traf zunächst auf viel Widerstand innerhalb der Jesuiten, auch deshalb wurde er nach Palermo versetzt, wo er am dortigen Collegio Massimo der Jesuiten 15 Jahre lang Ethik lehrte. Die Reaktion auf die Revolution von 1848/49 führte zum Durchbruch der Neuscholastik, D’Azeglio wurde wieder nach Rom berufen, wo er die Zeitschrift La Civiltà Cattolica begründete.

## Werk
Als einer der ersten Wegbereiter der Renaissance der aristotelisch-thomistischen Philosophie (Neuscholastik) wurde er zugleich der wichtigste Anreger der Sozialscholastik und hat vor allem das natur- und staatsrechtliche Denken der Neuscholastik beeinflusst. In seinem Werk Versuch eines auf Erfahrung begründeten Naturrechts (1840; dt.: Regensburg 1845, 2 Bde.) wurde erstmals der Terminus Soziale Gerechtigkeit verwendet, der Begriff geht somit ursprünglich auf ihn zurück. Seine Staatsvorstellung war von der Ablehnung der Idee des Gesellschaftsvertrags bestimmt, er betrachtete die menschliche Gesellschaft vielmehr als eine von den natürlichen Sozialanlagen und der Sozialverpflichtung des Menschen geformte Ordnung, die Eigenrechte und Gemeinwohlbindung kennt.